# Rathaus (Gemmingen)

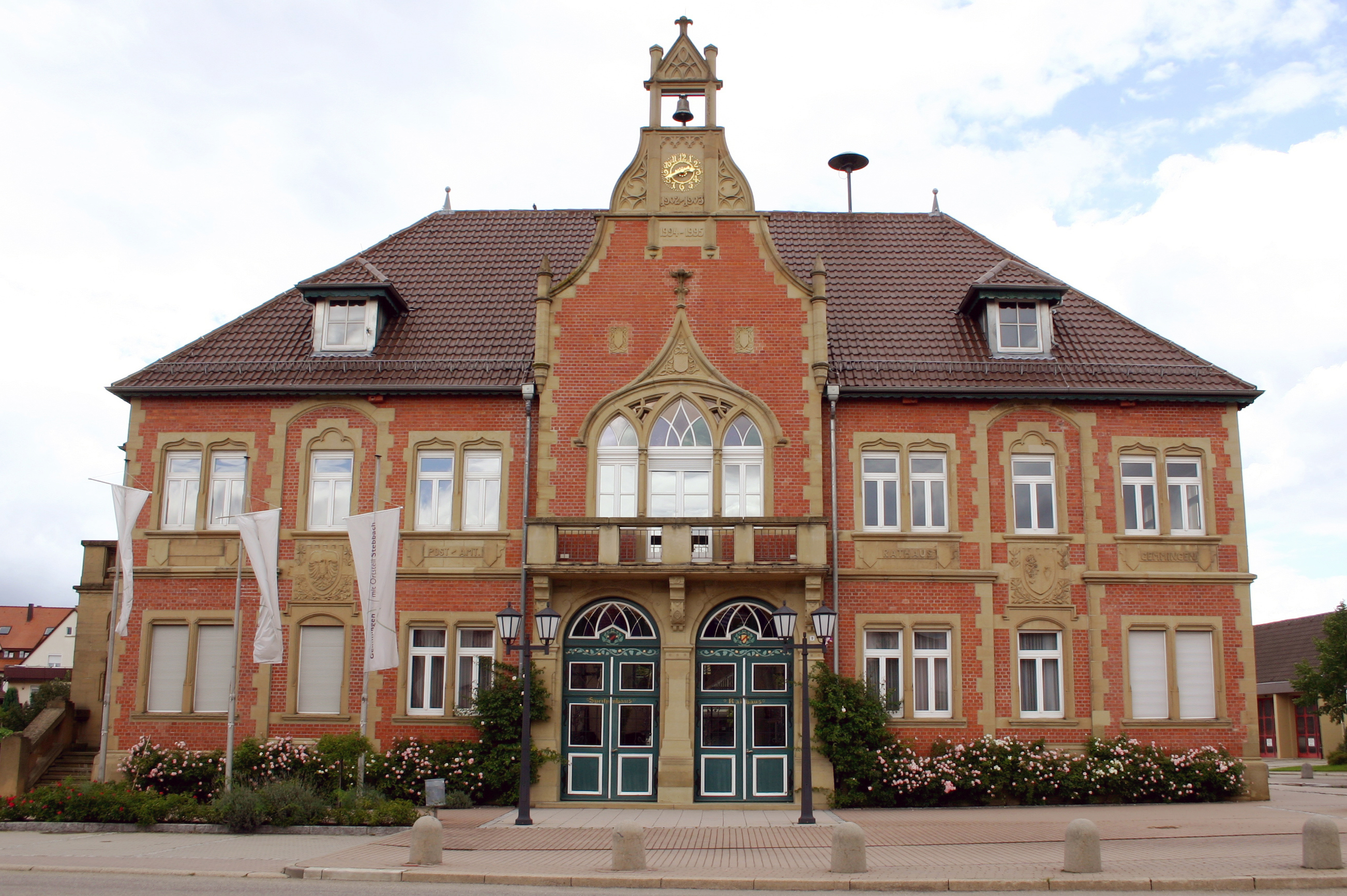
Rathaus in Gemmingen

Das Rathaus in Gemmingen im Landkreis Heilbronn wurde 1902/03 im Stil des Eklektizismus mit reichem Bauschmuck erbaut und war einst auch gleichzeitig Postamt und Spritzenhaus. 

## Geschichte

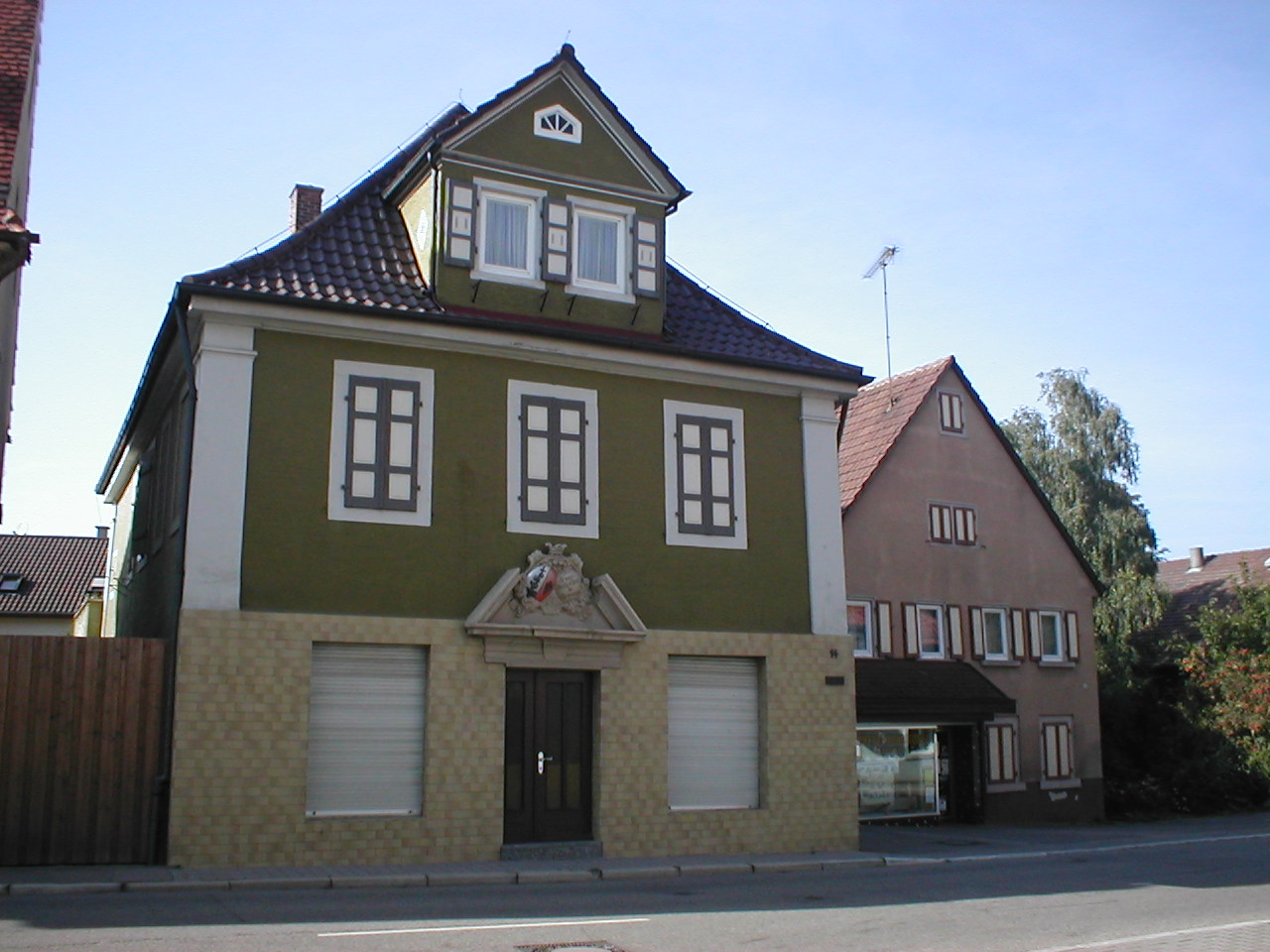
Altes Rathaus in Gemmingen, erbaut 1751

Nachdem das Alte Rathaus von 1752, das in Gemmingen noch erhalten ist, zu klein wurde, errichtete man 1902/03 an der Stelle des abgegangenen Gemminger Oberschlosses das heutige Rathaus als zweigeschossigen Backsteinbau. Das Rathaus wurde von 1991 bis 1995 grundlegend saniert und durch einen dahinter liegenden historisierenden Neubau erweitert.

## Beschreibung
Das Rathaus ist ein zweigeschossiger Backsteinbau mit mittig angeordnetem Balkon und Zwerchgiebel unter einem Walmdach. Bemerkenswert sind die zahlreichen Sandsteinapplikationen an der Südfassade, die als Maßwerkfenster, Wimpergen, Gesimse, Brüstungen usw. ausgeprägt sind.